# Rianne de Vries
Rianne de Vries (* 14. Dezember 1990 in Heerenveen) ist eine niederländische Shorttrackerin.

## Werdegang
De Vries debütierte im Weltcup im Februar 2012 in Sotschi. Dort belegte sie den 26. Platz über 1500 m und den 25. Rang über 1000 m. Bei den Europameisterschaften 2013 in Malmö errang sie den 24. Platz im Mehrkampf und bei den Europameisterschaften 2014 in Dresden den 15. Platz im Mehrkampf. In der Saison 2014/15 holte sie bei den Europameisterschaften 2015 in Dordrecht die Silbermedaille mit der Staffel und lief bei den Weltmeisterschaften 2015 in Moskau auf den 18. Platz im Mehrkampf. Im Dezember 2015 erreichte sie in Shanghai mit dem dritten Platz mit der Staffel ihre erste Podestplatzierung im Weltcup. Bei den Europameisterschaften 2016 in Sotschi wurde sie Erste mit der Staffel und bei den Weltmeisterschaften 2016 in Seoul Sechste mit der Staffel. Nach zweiten Plätzen mit der Staffel in Calgary, Salt Lake City und in Gangneung und den dritten Platz mit der Staffel in Shanghai, holte sie in Dresden mit der Staffel ihren ersten Weltcupsieg. Zudem kam sie dort über 1500 m und in Minsk über 1000 m jeweils auf den zweiten Platz. Bei den Europameisterschaften 2017 in Turin gewann sie die Bronzemedaille mit der Staffel und die Goldmedaille über 500 m. Im März 2017 belegte sie bei den Weltmeisterschaften in Rotterdam den achten Platz im Mehrkampf und den vierten Rang mit der Staffel. Im November 2017 holte sie mit der Staffel in Seoul ihren zweiten Weltcupsieg. Im folgenden Jahr wurde sie bei den Europameisterschaften in Dresden Sechste mit der Staffel und gewann bei den Weltmeisterschaften in Montreal die Silbermedaille mit der Staffel.
In der Saison 2018/19 siegte De Vries in Almaty und in Turin mit der Staffel. Zudem wurde sie zweimal zweite mit der Staffel und erreichte mit drei vierten Plätzen über 1000 m, den siebten Platz im Weltcup über 1000 m. Bei den Europameisterschaften 2019 in Dordrecht gewann sie die Goldmedaille mit der Staffel. In der folgenden Saison triumphierte sie in Dresden und in Dordrecht und belegte in Shanghai den zweiten Platz mit der Staffel. Bei den Europameisterschaften 2020 in Debrecen holte sie die Goldmedaille mit der Staffel.

## Weltcupsiege im Team
| Nr. | Datum             | Ort         |
| --- | ----------------- | ----------- |
| 1.  | 5. Februar 2017   | Dresden 1   |
| 2.  | 19. November 2017 | Seoul 1     |
| 3.  | 9. Dezember 2018  | Almaty 1    |
| 4.  | 10. Februar 2019  | Turin 1     |
| 5.  | 9. Februar 2020   | Dresden 1   |
| 6.  | 16. Februar 2020  | Dordrecht 1 |

## Persönliche Bestzeiten
- 500 m      42,795 s (aufgestellt am 9. April 2022 in Montreal)
- 1000 m    1:27,828 min. (aufgestellt am 4. November 2022 in Salt Lake City)
- 1500 m    2:17,918 min. (aufgestellt am 21. Oktober 2021 in Peking)
- 3000 m    5:11,878 min. (aufgestellt am 5. Januar 2014 in Amsterdam)